# Поплавский, Виталий Романович
Виталий Романович Поплавский (род. 12 января 1964, Москва) — российский шекспировед, режиссёр-педагог, переводчик.
Доцент кафедры культуры и искусства Московского гуманитарного университета, член Шекспировской комиссии РАН.

## Биография
1984 г. — театральное отделение факультета общественных профессий Московского государственного педагогического института, специальность «руководитель театрального коллектива». 1986 г. — филологический факультет МГПИ, специальность «русский язык и литература» с квалификацией «учитель русского языка и литературы». 1995 г. — отделение режиссуры драмы Высшей школы деятелей сценического искусства при РАТИ (ГИТИС) и СТД РФ с дипломом по специальности «педагог-режиссёр высшей квалификации».
В 1993—1996 гг. — режиссёр Карагандинского государственного театра музыкальной комедии, в 1996 г. — ведущий и редактор программы «День культуры» на радиостанции «Резонанс». С 1997 по 1998 г. — режиссёр Московского областного театра юного зрителя «Царицыно». В 2001—2002 гг. преподаватель режиссёрского отделения Московского областного училища культуры. С 2002 г. — режиссёр, педагог дополнительного образования Московского городского дома учителя, руководитель театра-студии «Горизонт», с 2013 г. — доцент кафедры культуры и искусства (руководитель актёрского курса) Московского гуманитарного университета (МосГУ).
В 2001 году издал новый перевод «Гамлета». В приложении — указатель всех русских переводов пьес Шекспира, опубликованных с 1787 по 2001 год (включая издания ВУОАП и выставленные в интернете).

## Избранная библиография
Переводы:
- Трагическая история Гамлета, датского принца / Вильям Шекспир; Пер. [с англ.] В. Поплавского; [Вступ. ст. Н. Журавлева и Е. Сальниковой]. — М. : Журавлев, 2001. — 223 с.; 17 см; ISBN 5-94775-001-5
- Шекспир В. Избранные сонеты / пер. с англ. В. Р. Поплавского // Литературная учёба. 2005. № 4. С. 174—178
- Шекспир В. Отелло, венецианский мавр. Сцены из трагедии / пер. с англ. В. Р. Поплавского // Шекспировские штудии XVI : Шекспир: текст и контекст : сб. науч. трудов. Исследования и материалы научного семинара 23 апреля 2010 г. М. : Изд-во Моск. гуманит. ун-та, 2010. 80 с. С. 49-76.
- Шекспир У. Великие трагедии в русских переводах. Гамлет / сост., предисл. и комм. В. Р. Поплавского. М. : ПРОЗАиК, 2014. 591 с.

Подготовленные издания Шекспира:
- Шекспир У. Гамлет : антология русских переводов : 1828—1880 / сост. В. Р. Поплавского. М. : Совпадение, 2006. 320 с.
- Шекспир У. Гамлет : антология русских переводов: 1883—1917 / сост. В. Р. Поплавского. М. : Совпадение, 2006. 326 с.
- «Гамлет» Бориса Пастернака: Версии и варианты перевода шекспировской трагедии / Составление и подготовка текста В. Поплавского. — М. ; СПб. : Летний сад, 2002. 255 с.
- Соколовский А. Гамлет. Принц Датский / подгот. текста В. Р. Поплавского // Литературная учёба. 2005. № 4. С. 66-84.
- «Быть иль не быть, — вопрос весь в том…»: «Гамлет» в переводах XIX — начала XX вв. / подгот. текста и предисл. В. Р. Поплавского] // Литературная учёба. 2005. № 4. С. 85-145

Монографии:
- Театр Шекспира в истории культуры : учеб. пособие. М. : РХТУ им. Д. И. Менделеева, 2004. 144 с.

Избранные статьи:
- Законность престолонаследия в логике шекспировских сюжетов // Шекспировские чтения 2002 : аннотации докладов Международной конференции, 27-30 июня 2002 г. Владимир : ВГПУ, 2002. 51 с. С. 28-29.
- Поплавский В. Р. Сонеты по мотивам шекспировских сонетов. М., 2004. 36 с. (Издание было подготовлено к Международной научной конференции «Шекспировские чтения 2004»).
- Поплавский В. Р. Проблема чести и достоинства в произведениях Шекспира // Шекспировские чтения 2004 : аннотации докладов международной конференции 21-25 июня 2004 г. М. : Издательский дом «Таганка» ; МГОПУ, 2004. 36 с. С. 20-21.
- Поплавский В. Р. Сюжет о Гамлете в трагедии С. Висковатова // Шекспировские чтения 2010 : сборник аннотаций докладов. М. : Изд-во Моск. гуманит. ун-та, 2010. 64 с. С. 35-37.